# Pedro Isidro

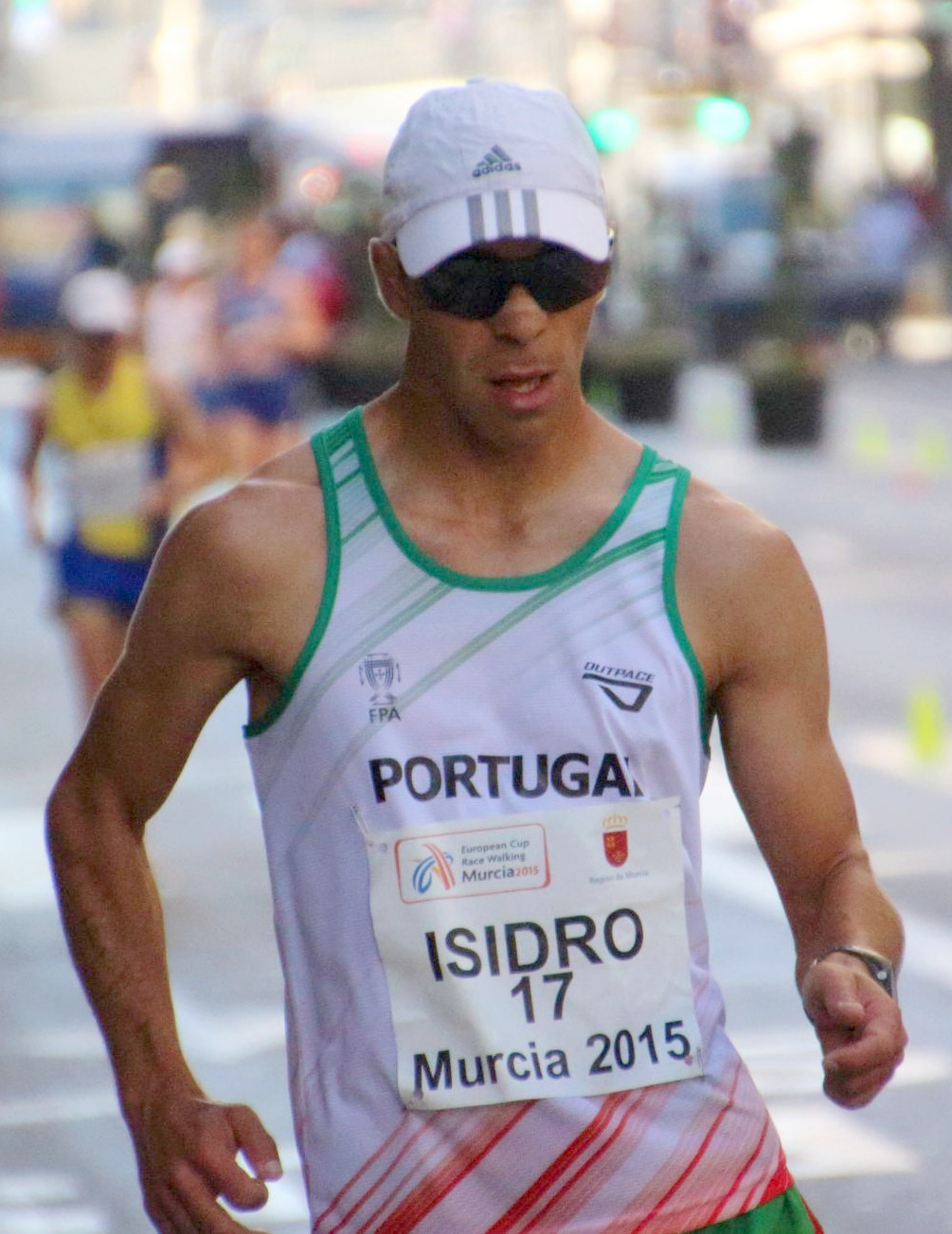
Pedro Isidro (2015)

Pedro Isidro (* 17. Juli 1985 in Azambuja) ist ein portugiesischer Leichtathlet. 

## Werdegang
Isidro trainiert bei Benfica Lissabon. Der Geher war anfangs auf die 20-Kilometer-Strecke spezialisiert. Beim Geher-Weltcup 2008 in Tscheboksary kam er auf Platz 50, zwei Jahre später beim Weltcup 2010 in Chihuahua kam er auf Platz 29. Danach verlagerte er sich auf die 50-Kilometer-Strecke. Zwischen 2011 und 2013 verbesserte er seine persönliche Bestleistung um mehr als 13 Minuten auf 3:57:09 h.
2012 nahm er an den Olympischen Spielen in London teil und kam auf Platz 40. 2013 nimmt er an den Weltmeisterschaften in Moskau teil.